# Bradfordsville
Bradfordsville é uma cidade localizada no estado americano de Kentucky, no Condado de Marion.

## Demografia
Segundo o censo americano de 2000, a sua população era de 304 habitantes.
Em 2006, foi estimada uma população de 320, um aumento de 16 (5.3%).

## Geografia
De acordo com o United States Census Bureau tem uma área de
0,7 km², dos quais 0,7 km² cobertos por terra e 0,0 km² cobertos por água. Bradfordsville localiza-se a aproximadamente 228 m acima do nível do mar.

## Localidades na vizinhança
O diagrama seguinte representa as localidades num raio de 28 km ao redor de Bradfordsville.